# Dudaica
Dudaica är ett undersläkte inom släktet Drosophila som innehåller åtta arter. Undersläktet var länge dåligt förstått men 2018 publicerade Takehiro K. Katoh, Guang Zhang, Masanori J. Toda, Awit Suwito och Jian-Jun Gao nya beskrivningar och identifieringsnycklar av de befintliga arterna samt av sex nya arter från Kina, Malaysia och Indonesien.

## Arter inom undersläktet
- Drosophila albipalpis
- Drosophila dissimilis
- Drosophila gracilipalpis
- Drosophila malayana
- Drosophila orthophallata
- Drosophila puberula
- Drosophila qiongzhouensis
- Drosophila senilis